# Меган Ліві (фільм)
«Меган Ліві» (англ. Megan Leavey, іноді — Rex) — американський біографічний драматичний фільм 2017 року режисерки Ґабріели Каупертвейт.
Заснований на реальних подіях життя Меган Ліві, молодої жінки-морського піхотинця, та її службового собаки Рекса, які були поранені в Іраку. Головну роль виконала Кейт Мара, також у фільмі знімалися: Том Фелтон, Іді Фалко, Бредлі Вітфорд, Рамон Родрігес, Common.
Фільм вийшов на екрани 9 червня 2017 року, отримав позитивні відгуки та заробив 14 мільйонів доларів.

## Акторський склад
- Варко (Varco) — Рекс
- Кейт Мара — капрал морської піхоти Меган Ліві
- Іді Фалко — Джекі Ліві, матір Меган
- Аліса Гарріс — Барбі
- Меган Ліві — інструкторка
- Вілл Паттон — Джим
- Корі Джонсон — майстер-сержант
- Common — сержант-комендор Мартін
- Рамон Родрігес — капрал Метт Моралес
- Томас Фелтон — Ендрю Дін, ветеран-кінолог
- Дамсон Ідріс — Майкл Форман
- Шеннон Тарбет — Барб
- Бредлі Вітфорд — Боб Ліві, батько Меган
- Алекс Гефнер — сержант резерву Сандерс
- Мігель Гомес — Гомес
- Вільям Міллер — військовий розвідник
- Паркер Соєрс — актор
- Корі Вівер — барменка
- Джеральдін Джеймс — доктор Турбевіль
- Сем Кілі — Сіллз
- Філ Данстер — Колетта